# Алябьев, Анатолий (легкоатлет)
Анато́лий Аля́бьев (род. 7 марта 1938) — советский украинский легкоатлет, специалист по тройным прыжкам. Выступал за сборную СССР по лёгкой атлетике в 1960-х годах, двукратный серебряный призёр чемпионатов СССР, обладатель серебряной медали Спартакиады народов СССР, победитель первенств всесоюзного и республиканского значения, участник чемпионата Европы в Будапеште. Представлял Киев и физкультурно-спортивное общество «Динамо». Мастер спорта СССР.

## Биография
Анатолий Алябьев родился 7 марта 1938 года. Занимался лёгкой атлетикой в Киеве, выступал за Украинскую ССР и физкультурно-спортивное общество «Динамо».
Впервые заявил о себе на международном уровне в сезоне 1959 года, когда вошёл в состав советской сборной и выступил на соревнованиях в Будапеште, где в зачёте тройного прыжка с результатом 15,36 выиграл бронзовую медаль.
В июне 1963 года на домашнем турнире в Киеве превзошёл всех соперников в тройных прыжках и установил свой личный рекорд на открытом стадионе — 16,39 метра. Позднее на чемпионате страны в рамках III летней Спартакиады народов СССР в Москве прыгнул на 16,31 метра и завоевал серебряную награду, уступив лишь минчанину Владимиру Горяеву.
В июле 1966 года отметился победой на соревнованиях в Одессе (16,24), с результатом 16,32 стал серебряным призёром на чемпионате СССР в Днепропетровске — здесь его обошёл только ростовчанин Виктор Кравченко. Благодаря этому успешному выступлению удостоился права защищать честь страны на чемпионате Европы в Будапеште — в финале тройного прыжка показал результат 15,77 метра, расположившись в итоговом протоколе на 13-й строке.